# Si pruebas una vez
«Si pruebas una vez» es una canción interpretada por el dúo estadounidense Ha*Ash, integrado por las hermanas Hanna Nicole y Ashley Grace. Se lanzó en México como el quinto sencillo de su primer álbum homónimo Ha*Ash el 2 de noviembre de 2004. 
El tema alcanzó la quinta posición en las listas radiales del país. En el año 2015, la canción fue regrabada en la iglesia donde ellas comenzaron a cantar, para formar parte de la edición especial de su primera producción discográfica en vivo Primera fila: Hecho realidad.

## Información de la canción
La canción fue compuesta por Juan Luis Broissin y Ángela Dávalos, la producción estuvo a cargo de Áureo Baqueiro. Fue estrenada exclusivamente para México, como el quinto sencillo de su primer álbum homónimo Ha*Ash el 2 de noviembre de 2004.
Formó parte de la edición especial del primer trabajo en vivo de las hermanas Primera fila: Hecho realidad en el año 2015, siendo esta vez producida por George Noriega, Tim Mitchell y Pablo De La Loza. El tema alcanzó la quinta posición en las listas radiales en México. El tema fue incluido en las primeras cinco giras del dúo, siendo interpretado desde el año 2003 hasta el año 2017, donde fue tocado por última vez.

## Vídeo musical
La canción no cuenta con un vídeo oficial para la promoción de su primer disco, sin embargo, el 20 de noviembre de 2015 se estrenó en el canal YouTube del dúo, un vídeo la versión en vivo del tema incluida en el DVD de la edición especial del álbum Primera fila: Hecho realidad. Fue dirigido por Nahuel Lerena y Pato Byrne, y grabado en la parroquia First Baptist Church of DeQuincy en Luisiana, al igual que la versión de «His eyes on the sparrow» versionado para el mismo álbum. 
El vídeo fue filmado junto a un coro Góspel en la misma iglesia donde Ashley y Hanna comenzaron a cantar a la edad de cinco y seis años, respectivamente. En ambos vídeos participaron su hermana menor y su abuela junto al coro. "Con Primera Fila volvimos a casa; la parte en Luisiana fue muy nostálgico, muy bonito, porque regresamos a los sitios donde íbamos antes de ser Ha*Ash; un ejemplo de eso es que visitamos nuestra iglesia, cantamos con mi abuelita, esa iglesia fue nuestro primer escenario, así es que fue algo mágico, fue especial" declaró Hanna en 2015 sobre la filmación del DVD.

## Otras versiones en álbum
En julio de 2014 el dúo grabó una nueva versión de la canción, interpretada esta vez en forma acústica y junto a un coro Góspel, fue grabada para la edición especial del álbum en vivo Primera fila: Hecho realidad. Fue grabada en vivo en Lake Charles, Estados Unidos. Se publicó junto a la edición especial del disco el día 15 de noviembre de 2015.
| N.º | Título                                  | Escritor(es)   | Director(es)                                     | Duración |  |
| 1.  | «Si pruebas una vez» (Versión Acústica) | Ángela Dávalos | Tim Mitchell · George Noriega · Pablo De La Loza | 3:13     |  |

## Créditos y personal
Créditos adaptados de las notas del álbum y AllMusic.

### Grabación y gestión
- Grabado en Brava!, Manu Estudio/Cosmo Estudios (Ciudad de México)
- Mezclado en Manu Estudios
- Masterización en El Cuarto de Máquinas
- Administrado por Columbia / ATV Discos Music Publishing LLC / Westwood Publishing

### Personal
- Armando Ávila: bajo, guitarra acústica, guitarra eléctrica, teclado, ingeniería de grabación, arreglo musical
- Áureo Baqueiro: producción, teclado, voces de fondo, ingeniería de grabación, arreglo musical
- Michelle Batrez: voces de fondo
- Fanny Chernitsky: voces de fondo
- Pepe Damián: batería
- Rodolfo Cruz: ingeniería de grabación, mezcla
- Luis Gil: masterización

## Posicionamiento en listas
| Listas (2004)          | Mejor posición |
| ---------------------- | -------------- |
| México (Top 10 México) | 5              |